# 聖カタリナの神秘の結婚 (コレッジョ、カポディモンテ美術館)
『聖カタリナの神秘の結婚』（せいカタリナのしんぴのけっこん、伊: Matrimonio mistico di santa Caterina, 英: Mystic Marriage of Saint Catherine）は、イタリア、ルネサンス期のパルマ派の画家コレッジョが1518年から1520年頃に制作した絵画である。油彩。主題はアレクサンドリアの聖カタリナとキリストの神秘的な結婚である。いくつか知られているコレッジョの作例の1つで、小品ながら多くの複製が存在するため、帰属が疑問視されたこともある。ファルネーゼ家旧蔵の絵画であり、現在はファルネーゼ家のコレクションを基礎とするナポリのカポディモンテ美術館に所蔵されている。

## 作品
ナツメヤシの葉を持った聖カタリナはひざまずいて幼児キリストから指輪を受け取ろうとしている。画面左の聖母マリアは聖カタリナの左手を取り、右手で指輪を手にした幼児キリストの右手に添えている。聖カタリナの脇には殉教の剣が置かれている。聖母マリアが前に身体を傾けた姿勢は『東方三博士の礼拝』（Adorazione dei Magi）と共通している。構図上の大きな特徴は向き合った聖母と聖カタリナの左右対称性であり、画面に強い均衡を生み出している。2人の視線が手を見つめているのに対して、幼児キリストは笑顔で振り返り、聖母に同意を求めている。キリストは過去の2つの作例よりも成長し、服を着た姿で描かれている。この時期の幼児イエスは裸で描かれるのが通例であり、コレッジョはその規範から意識的に逸脱している。本作品に見られるマニエリスムはドメニコ・ベッカフーミの影響であることが指摘されている。背景の開けた風景は光と形態の変化に富み、コレッジョを16世紀の画家の中でも特に優れた自然の解釈者の1人としている。
帰属についてはかつてはアンニーバレ・カラッチとされたが、X線撮影による科学的調査からコレッジョの初期の様式が明らかとなり、コレッジョの真筆性が確認された。

## 来歴

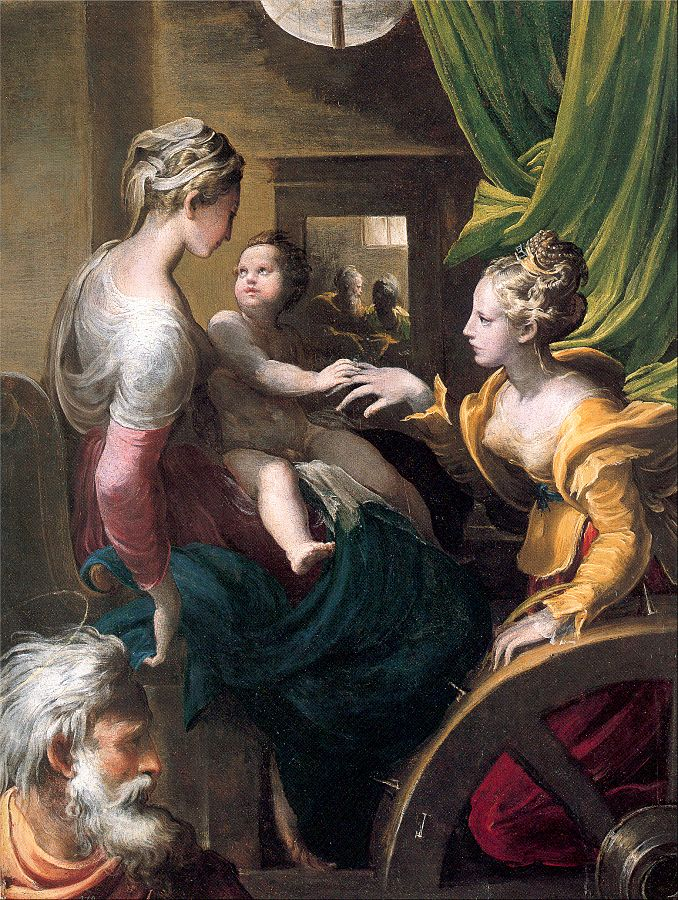
パルミジャニーノの1529年頃の『聖カタリナの神秘の結婚』。ナショナル・ギャラリー所蔵。

本作品に関する最初の確実な記録は1596年4月27日付けのバルバラ・サンセヴェリーノ伯爵夫人の所有品に関するメモである。このメモでは「聖カタリナの結婚と呼ばれるコレッジョの絵画、小さいながらも極上の美しさの喜び」と記されている。所有者であるバルバラはもともとパルマに隣接するサーラ・バガンツァの領主ギルベルト4世・サンビターレ（Giberto IV Sanvitale）の妻であったが、1585年に夫を亡くし、息子のジローラモは第2代パルマ公爵オッターヴィオ・ファルネーゼの後見のもと、ナポリ王国に起源を持つサンビターレの家名を継承している。その後、バルバラはマントヴァ公爵ヴィンチェンツォ1世・ゴンザーガと親しい関係となり、コレッジョの作品に興味を持っていたヴィンチェンツォ1世に絵画を贈ろうとしたがマントヴァには届けられなかった。バルバラがトッリチェッラの領主オラツィオ・シモネッタ（Orazio Simonetta）と再婚してコロルノに移ったのは絵画に関するメモが残された1596年のことである。しかしコロルノを巡って第4代パルマ公爵ラヌッチョ1世・ファルネーゼとの間に対立が生じると、1612年にサンビターレ家はラヌッチョを排除すべく陰謀を企てたが発覚し、バルバラ、ジローラモ、孫のランフランチェスコらは処刑され、財産は没収された。これによりコレッジョの『聖カタリナの神秘の結婚』はファルネーゼ家の所有となった。
その後、絵画は一時的にローマのファルネーゼ家に移されたようである。これはカラッチ一族とその美術学校が人気を博し、ローマでコレッジョの名声が頂点に達したことによる。1644年にはローマのファルネーゼ宮でコレッジョの同主題の小型の作品が記録されている一方、フランチェスコ・スカンネッリ（Francesco Scannelli）がパルマのジャルディーノ宮で同じくコレッジョの聖カタリナを目にしており、1657年の著書『絵画の小宇宙』で言及している。いずれにせよ1734年にパルマからナポリに移され、カポディモンテ美術館の設立とともに所蔵された。

## 影響
この小品は人気を博し、多くのエングレーヴィングや複製が制作されたらしい。同じパルマ派のパルミジャニーノも明らかに本作品を着想源としてロンドンのナショナル・ギャラリーの『聖カタリナの神秘の結婚』を描いている。エングレーヴィングはすでに16世紀にジョルジョ・ギージが制作しているが、バロック期のジョヴァンニ・バティスタ・メルカティはギージよりもはるかにオリジナルに忠実なエングレーヴィングを制作し、複製の1つを所有していた学者レリオ・ギディッチオーニ（Lelio Guidiccioni）に捧げている。このエングレーヴィングはメルカティの代表作の1つして数えられている。スイス出身の新古典主義の女流画家アンゲリカ・カウフマンも1773年にナポリで複製を制作している。

## ギャラリー
アレクサンドリアの聖カタリナの神秘の結婚を扱ったコレッジョ作品は他に以下のものが知られている。

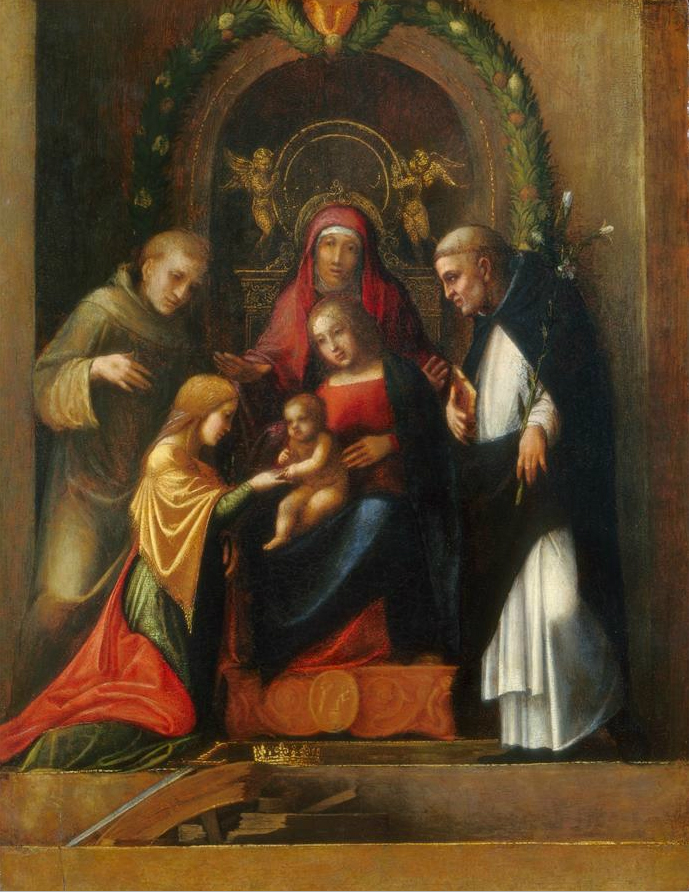
『聖カタリナの神秘の結婚』1510年頃　ナショナル・ギャラリー・オブ・アート所蔵
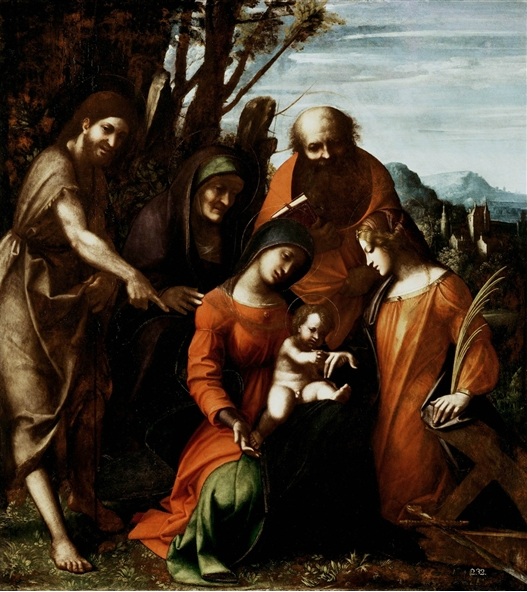
『聖カタリナの神秘の結婚』1512年頃　デトロイト美術館所蔵
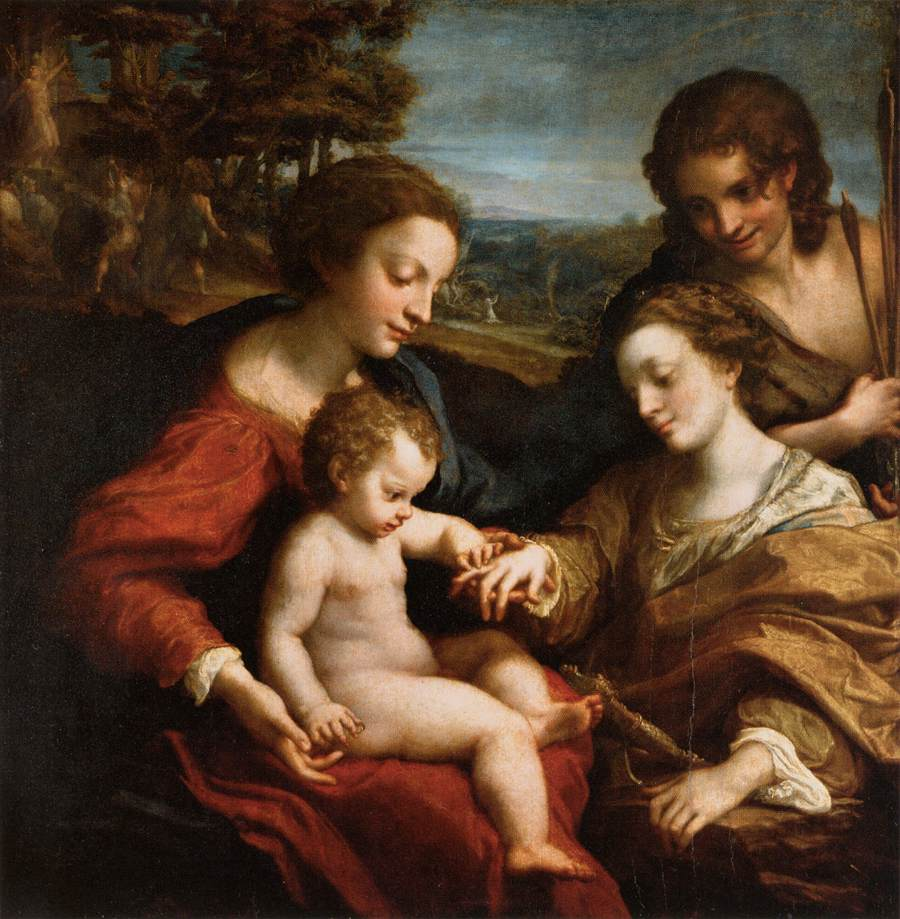
『聖カタリナの神秘の結婚と聖セバスティアヌス』1526年-1527年頃　ルーヴル美術館所蔵

本作品をもとに制作された複製には以下のものが知られている。

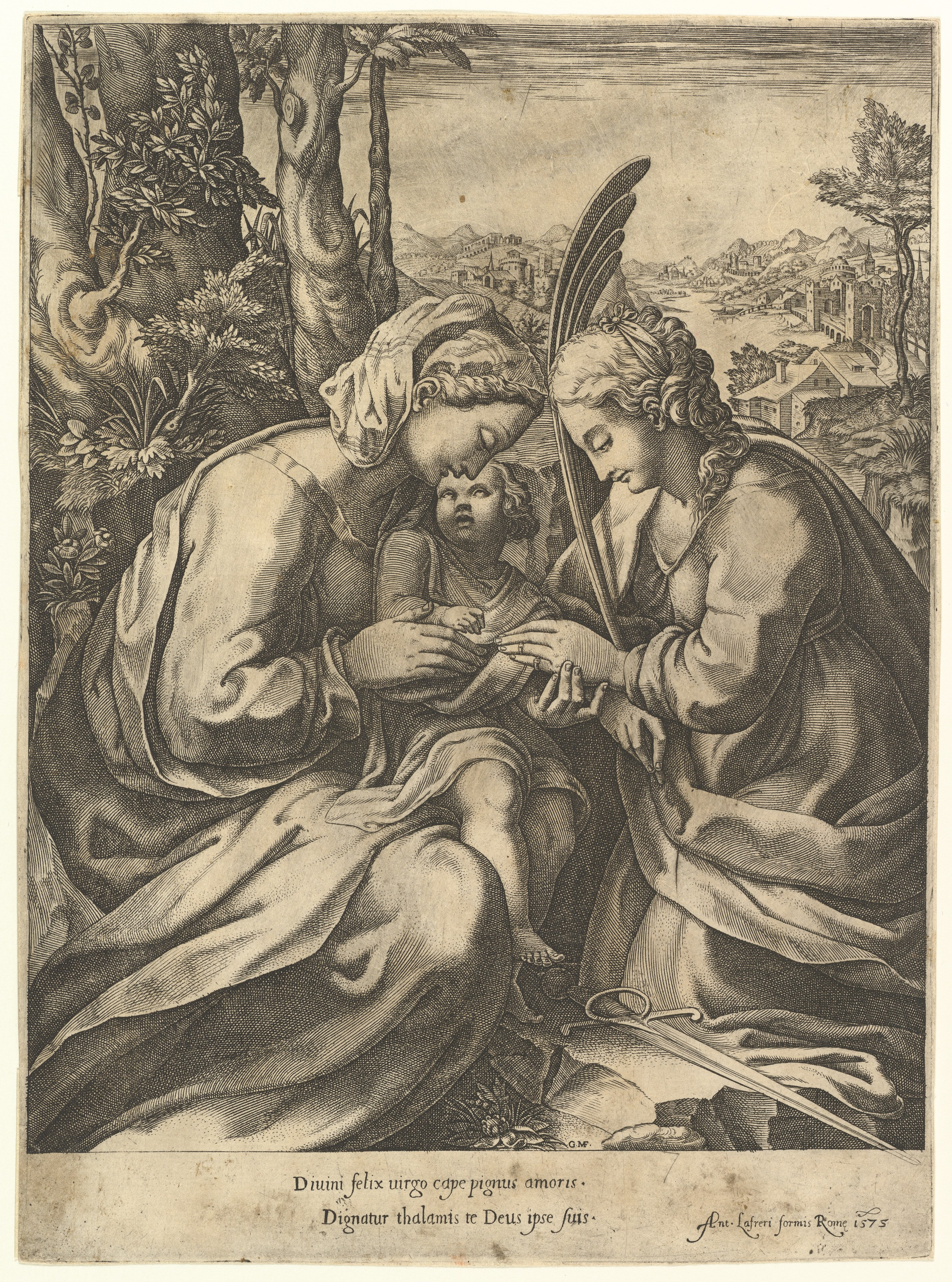
ジョルジョ・ギージ『聖カタリナの神秘の結婚』1575年 メトロポリタン美術館所蔵
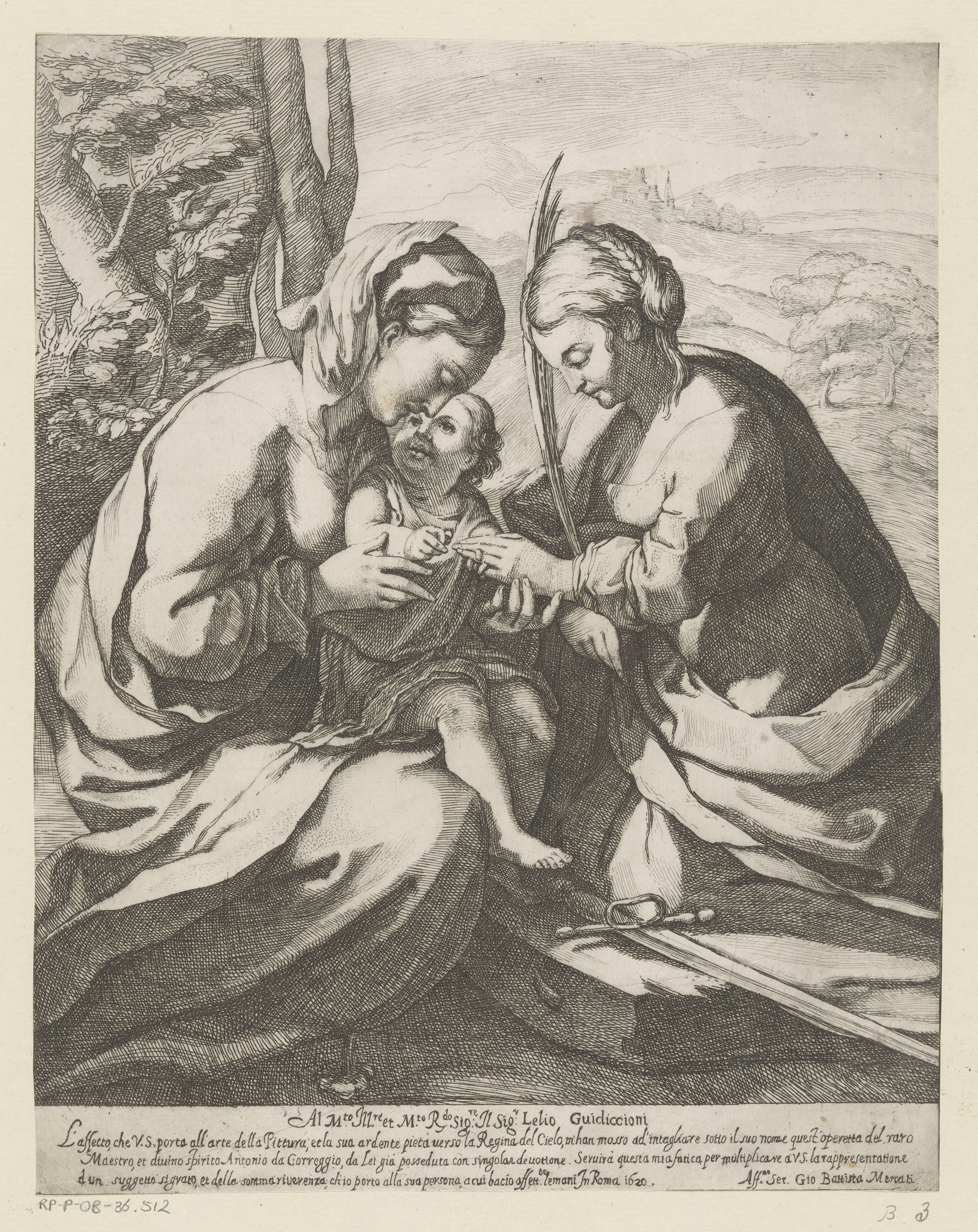
ジョヴァンニ・バティスタ・メルカティ（英語版）『聖カタリナの神秘の結婚』
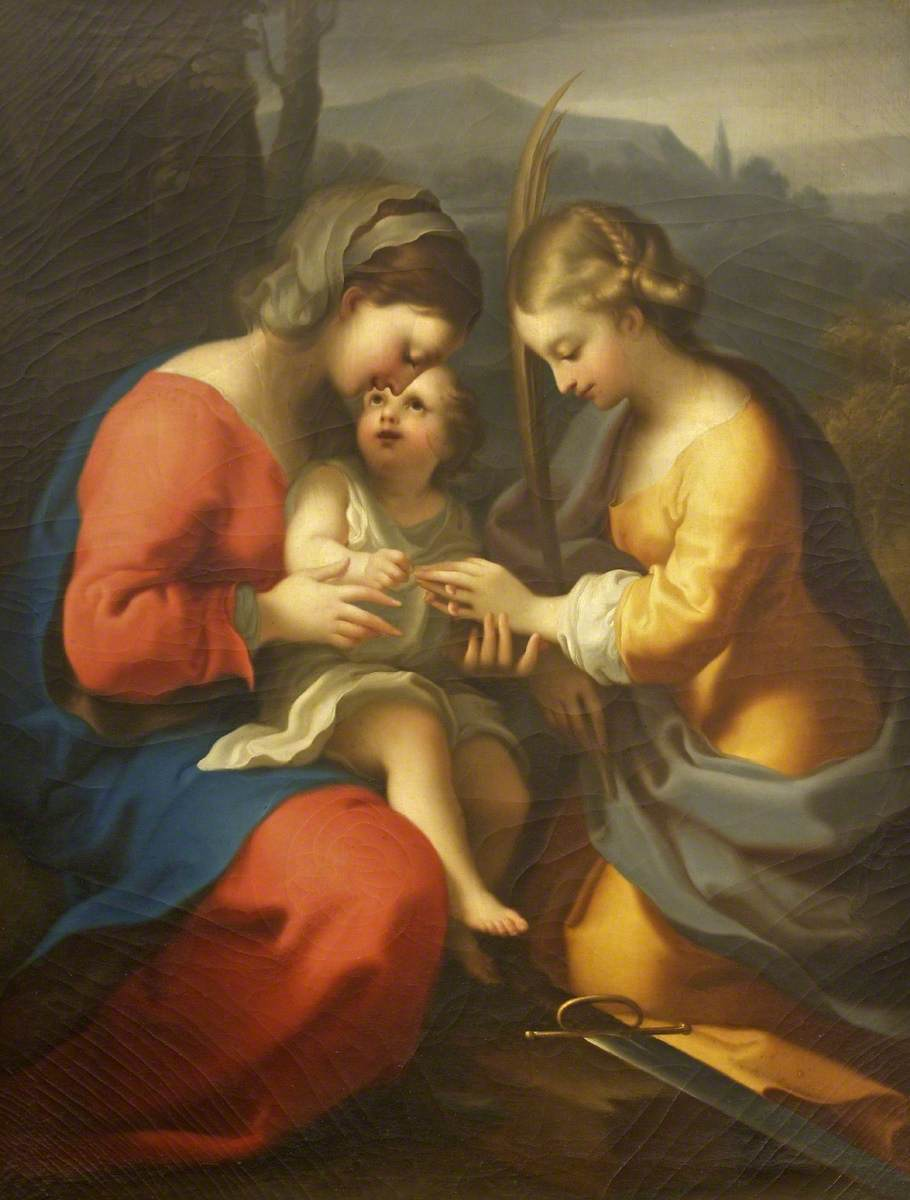
アンゲリカ・カウフマン『聖カタリナの神秘の結婚』